# Andrei Wiktorowitsch Padin
Andrei Wiktorowitsch Padin (russisch Андрей Викторович Падин; * 20. Februar 1969) ist ein früherer russischer Biathlet.
Andrei Padin lief erstmals 1996 in Osrblie im Biathlon-Weltcup und belegte den 22. Platz in einem Einzel. Damit gewann er in seinem ersten Rennen auch erste Punkte und erreichte seine beste Weltcup-Platzierung. Die letzten Weltcuprennen bestritt er zum Auftakt der folgenden Saison in Lillehammer. In Windischgarsten gewann er mit Wladimir Bechterew, Alexei Sidorow und Eduard Rjabow bei den Biathlon-Europameisterschaften 1997 hinter der Staffel aus Deutschland die Silbermedaille. Im Sprint gewann er vor Jože Poklukar und Tomaž Globočnik den Titel. Bis zu Beginn der 2000er Jahre trat Padin weiter in Rennen wie denen des Europacups an.

## Platzierungen im Biathlon-Weltcup
Die Tabelle zeigt alle Platzierungen (je nach Austragungsjahr einschließlich Olympische Spiele und Weltmeisterschaften).
- 1.–3. Platz: Anzahl der Podiumsplatzierungen
- Top 10: Anzahl der Platzierungen unter den ersten zehn (einschließlich Podium)
- Punkteränge: Anzahl der Platzierungen innerhalb der Punkteränge (einschließlich Podium und Top 10)
- Starts: Anzahl gelaufener Rennen in der jeweiligen Disziplin

| Platzierung                                | Einzel | Sprint | Verfolgung | Massenstart | Team | Staffel | Gesamt |
| ------------------------------------------ | ------ | ------ | ---------- | ----------- | ---- | ------- | ------ |
| 1. Platz                                   |        |        |            |             |      |         |        |
| 2. Platz                                   |        |        |            |             |      |         |        |
| 3. Platz                                   |        |        |            |             |      |         |        |
| Top 10                                     |        |        |            |             |      |         |        |
| Punkteränge                                | 1      | 1      |            |             |      |         | 2      |
| Starts                                     | 1      | 2      | 1          |             |      |         | 4      |
| Stand: Daten möglicherweise nicht komplett |        |        |            |             |      |         |        |